# Filmografia de Vera Farmiga

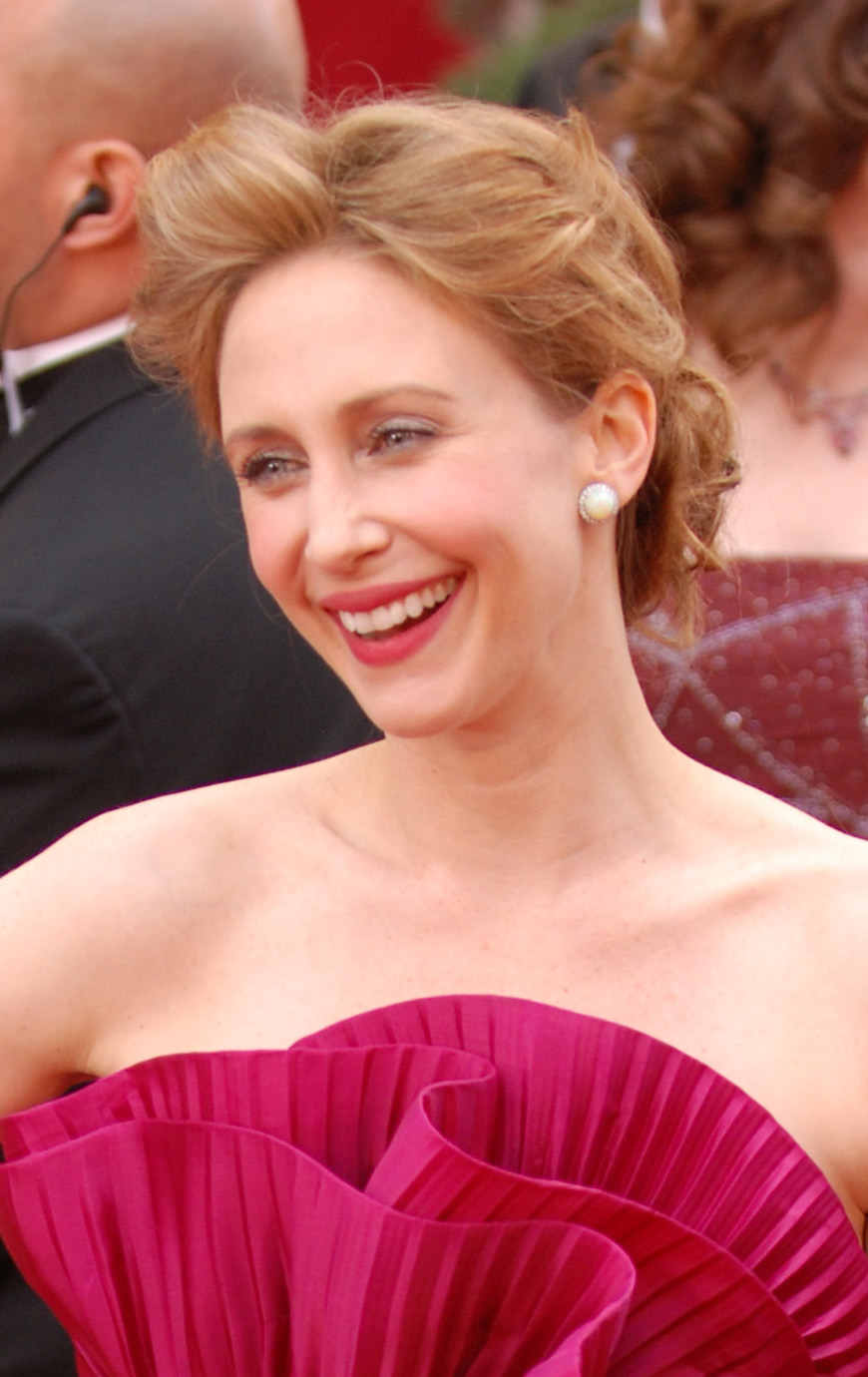
Vera Farmiga nos 82º Prêmios da Academia.

A carreira da atriz, diretora e produtora cinematográfica estadunidense Vera Farmiga teve início na produção teatral Taking Sides, em 1996. No ano seguinte, Farmiga estrelou a peça Second-Hand Smoke, de Mac Wellman. Sua estreia no cinema ocorreu com o suspense Return to Paradise, em 1998. Nos anos seguintes, a atriz assumiu papéis secundários no drama romântico Autumn in New York (2000), na ação policial The Opportunists (2000) e no suspense de ação 15 Minutes (2001). Seu primeiro papel de destaque veio em 2004, quando estrelou o drama Down to the Bone. Por sua performance, Farmiga venceu o Prêmio por Atuação do Festival Sundance de Cinema e o Independent Spirit Award de Melhor Atriz. Em seguida, estrelou o drama político The Manchurian Candidate (2004) e o suspense criminal Running Scared (2006).
A performance de Farmiga no suspense policial The Departed (2006), que venceu o Óscar de Melhor Filme, tornou-a uma das mais aclamadas atrizes de sua geração. Consequentemente, assumiu papel de destaque no aclamado romântico Never Forever (2007). No ano seguinte, Farmiga estrelou o drama histórico The Boy in the Striped Pyjamas, pelo qual venceu o Prêmio BIFA de Melhor Atriz. No mesmo ano, co-estrelou o drama Nothing But the Truth, pelo qual foi indicada ao prêmio Critics' Choice Movie Award de Melhor Atriz Coadjuvante em Cinema. Em seguida, estrelou o terror psicológico Orphan (2009) e alcançou reconhecimento crítico por sua atuação na comédia dramática Up in the Air (2009), pelo qual também foi indicada ao Óscar de Melhor Atriz Coadjuvante.
Em 2011, Farmiga estreou como diretora no drama Higher Ground, pelo qual foi indicado ao Prêmio Gotham de Melhor Estreia e ao Prêmio Satellite de Melhor Atriz em Cinema. Ainda no mesmo ano, estrelou a ficção científica Source Code. No ano seguinte, a atriz apareceu no suspense Safe House e na comédia dramática Goats. Em 2013, Farmiga interpretou Lorraine Warren no terror The Conjuring, pelo qual foi indicada ao Prêmio MTV Movie de Melhor Performance Aterrorizante. No ano seguinte, estrelou o dramático The Judge. Em 2016, Farmiga reprisou seu papel como Lorraine Warren na sequência The Conjuring 2 e co-estrelou a comédia satírica Special Correspondents. Em 2018, a atriz participou do suspense de ação The Commuter e do drama biográfico The Front Runner.

## Filmografia

### Cinema
| Ano  | Título                                 | Papel                    | Notas               |
| ---- | -------------------------------------- | ------------------------ | ------------------- |
| 2021 | The Conjuring: The Devil Made Me Do It | Lorraine Warren          |                     |
| 2021 | The Many Saints of Newark              | Livia Soprano            |                     |
| 2019 | Godzilla: King of the Monsters         | Dr. Emma Russell         |                     |
| 2019 | Annabelle Comes Home                   | Lorraine Warren          |                     |
| 2018 | The Commuter                           | Joanna                   | [ 1 ]               |
| 2018 | Boundaries                             | Laura Jaconi             | [ 2 ]               |
| 2018 | The Front Runner                       | Oletha "Lee" Hart        | [ 3 ]               |
| 2018 | Skin                                   | Shareen Krager           |                     |
| 2016 | Burn Your Maps                         | Alise Firth              |                     |
| 2016 | Special Correspondents                 | Eleanor Finch            |                     |
| 2016 | The Conjuring 2                        | Lorraine Warren          |                     |
| 2014 | The Judge                              | Samantha                 |                     |
| 2013 | Closer to the Moon                     | Alice                    |                     |
| 2013 | The Conjuring                          | Lorraine Warren          |                     |
| 2013 | At Middleton                           | Edith Martin             |                     |
| 2012 | Safe House                             | Catherine Linklater      |                     |
| 2012 | Goats                                  | Wendy                    |                     |
| 2011 | Source Code                            | Colleen Goodwin          |                     |
| 2011 | Higher Ground                          | Corinne Walker           | Também foi diretora |
| 2010 | Henry's Crime                          | Julie Ivanova            |                     |
| 2009 | The Vintner's Luck                     | Aurora de Valday         |                     |
| 2009 | Up in the Air                          | Alex Goran               |                     |
| 2009 | Orphan                                 | Katherine Coleman (Kate) |                     |
| 2008 | Nothing But the Truth                  | Erica Van Doren          |                     |
| 2008 | The Boy in the Striped Pyjamas         | Elsa (mãe)               |                     |
| 2008 | In Tranzit                             | Natalia                  |                     |
| 2008 | Quid Pro Quo                           | Fiona                    |                     |
| 2007 | Never Forever                          | Sophie Lee               |                     |
| 2007 | Joshua'                                | Abby Cairn               |                     |
| 2006 | The Hard Easy                          | Dr. Charlie Brooks       |                     |
| 2006 | The Departed                           | Madolyn                  |                     |
| 2006 | Breaking and Entering                  | Oana                     |                     |
| 2006 | Running Scared                         | Teresa Gazelle           |                     |
| 2005 | Neverwas                               | Eleanna                  |                     |
| 2004 | The Manchurian Candidate               | Jocelyne Jordan          |                     |
| 2004 | Mind the Gap                           | Allison Lee              |                     |
| 2004 | Touching Evil                          | Detective Susan Branca   | Telefilme           |
| 2004 | Iron Jawed Angels                      | Ruza Wenclawska          | Telefilme           |
| 2004 | Down to the Bone                       | Irene                    |                     |
| 2002 | Dummy                                  | Lorena                   |                     |
| 2002 | Love in the Time of Money              | Greta                    |                     |
| 2001 | Branca de Neve                         | Josephine                |                     |
| 2001 | Dust                                   | Amy                      |                     |
| 2001 | 15 Minutes                             | Daphne Handlova          |                     |
| 2000 | Autumn in New York                     | Lisa Tyler               |                     |
| 2000 | The Opportunists                       | Miriam Kelly             |                     |
| 1998 | Return to Paradise                     | Kerrie                   |                     |
| 1998 | The Butterfly Dance                    | Diane                    | Curta-metragem      |
| 1997 | Rose Hill                              | Emily Elliot             | Telefilme           |

### Televisão
| Ano       | Título         | Papel                 | Notas        |
| --------- | -------------- | --------------------- | ------------ |
| 2022      | Hawkeye        | Eleanor Bishop        | Filmando     |
| 2021      | Halston        | Adele                 | Minissérie   |
| 2013-2017 | Bates Motel    | Norma Louise Bates    | Protagonista |
| 2004      | Touching Evil  | Detetive Susan Branca | Protagonista |
| 2001-2002 | UC: Undercover | Alex Cross            | Protagonista |
| 1998      | Trinity        |                       | 1 episódio   |
| 2009      | Law & Order    | Lindsay Carson        | 1 episódio   |
| 2008      | Roar           | Caitlin               | Protagonista |